# اسون کالدره
اسون کالدره (استونیایی: Sven Kaldre؛ زادهٔ ۳۱ اکتبر ۱۹۹۱) بازیکن بسکتبال اهل استونی است.
از باشگاه‌هایی که در آن بازی کرده‌است می‌توان به باشگاه بسکتبال والگا-والکا اشاره کرد.